# Raffelstettenský celní řád
Raffelstettenský celní řád (vlastním názvem Inquisitio de theloneis Raffelstettensis, česky Šetření o clech z Raffelstetten) je raně středověký právní dokument regulující cla a důležitý historický pramen týkající se německo-slovanského obchodu na počátku 10. století. Název pochází od celnice na Dunaji u Lince, dnes část Astenu.
Řád byl vydán mezi lety 902 a 906 z pověření východofranského krále Ludvíka IV. Dítěte markrabětem Východní marky Aribem I. a nejdůležitějšími soudci a šlechtici, aby byly uvedeny do pořádku spory ohledně neodůvodněného uvalení cla a mýtného na obchod se zbožím v Podunají v oblasti dnešních Dolních Rakous. Řád reguluje zejména výši a způsob uvalování cla v závislosti na typu zboží, obchodní cestě, odbytišti a etnické přináležitosti. Zmiňuje se o plavbě obchodních lodí na Dunaji, o obchodu s Velkou Moravou, o obchodu s koňmi, solí či otroky nebo o židovských kupcích.
Význam Raffelstettenského celního řádu spočívá v tom, že se jedná o jeden z nejdůležitějších dokladů raně středověkého obchodu mezi Bavory a Slovany v rakouském Podunají. Někteří historikové (zejména Samuel Steinherz) považovali tento dokument za první písemný doklad přítomnosti židů v českých zemích, Bertold Bretholz ovšem tento názor zpochybnil, neboť celní řád neobsahuje žádnou explicitní zmínku o Čechách nebo Moravě. Dokument se zmiňuje pouze o židovských kupcích „z této vlasti nebo z jiných vlastí“ (latinsky de ista patria vel de aliis patriis), aniž by bylo zřejmé, jaké oblasti se těmito slovy míní.
Text listiny se dochoval pouze ve formě opisu, jenž se nachází kopiáři z let 1254–1265 nazvaném Codex traditionum ecclesiae Pataviensis ab Ottone de Lonsdorf, který se dnes nachází v Bavorském hlavním státním archivu v Mnichově.